# Чебаненко, Александра Васильевна
Александра Васильевна Чебаненко (10 марта 1917, село Богоявленское, современное Долгово Земетчинского района Пензенской области — 22 сентября 2022, Тюмень) — участница Великой Отечественной войны, военная медсестра, гвардии старшина медицинской службы.
В феврале 2022 года вошла в Книгу рекордов России как старейший здравствующий участник Великой Отечественной войны, на момент смерти являлась старейшим в России ветераном войны.

## Биография
Александра Чебаненко родилась в многодетной крестьянской семье в марте 1917 года в селе Богоявленском. В Богоявленском провела детство и юность. Её мать одна поднимала 11 детей, и Александра взяла на себя многие обязанности по хозяйству.
Мечтала получить высшее образование, но удалось окончить лишь медицинское училище. Работала в больнице, где и встретила первый день войны. Из воспоминаний Александры Васильевны: «В тот день принимала роды. Два мальчика родились на свет — здоровые, красивые малыши. Помню, как меня из палаты выдернула врач, здоровая такая женщина. Начала бессвязно кричать, что началась война. А я в полном недоумении даже и не поняла, что произошло».
На фронте Александра Чебаненко была с 26 июня 1941 года, медсестра. Воевала на Украине (принимала участие в освобождении Ворошиловграда и Киева) и в Чехословакии в составе 117-й и 237-й Гвардейских дивизий на I и II Украинских фронтах.
Из 11 братьев и сестёр 10 ушли на фронт. Все восемь братьев Александры погибли на фронте, двое из них в результате взрыва снаряда прямо на её глазах. Судьба остальных её братьев и сестёр не была известна. Сама девушка была тяжело ранена в обе ноги под Киевом.
После госпиталя вернулась на фронт. В 1943-м году познакомилась с будущем мужем Петром, пехотинцем, выучившемся на военного летчика. Из воспоминаний Александры Васильевны: «Умный был человек, грамотный, потому и дослужился до командующего разведротой. Тогда всё просто было. Встретились, понравились друг другу, и всё. Он у меня спросил: „Давай поженимся?“ Я согласилась. Расписались и жили». За 50 лет совместной жизни у Александры и Петра родились трое детей. К 2022 году осталась старшая дочь — Антонина. Её сестра-близнец умерла ещё в младенчестве, а младший брат скончался больше 10 лет назад.
В 1944 году, согласно информации из наградного листа, за несколько дней Чебаненко вынесла с поля боя 63 бойца и офицера. Победу в войне Александра Васильевна встретила в Берлине. Демобилизовалась в январе 1946 года.
Дочь Антонина в интервью газете «Аргументы и факты» рассказывала в марте 2022 года:
«После войны родители поднимали страну. Сначала мама работала на заводе „Запорожсталь“, а потом её с отцом отправили в Сибирь, поднимать целину. Устроились в колхоз, только условия там были очень тяжелые: ни жилья, ни нормального питания, ночевали в комнатке правления колхоза».
Позже супруги переехали в посёлок Междуреченский Кондинского района Тюменской области. Пётр ушёл из жизни в 1974-м году, по другим данным в 1990-е — внезапно остановилось сердце.
В последние годы Александра Васильевна жила в Тюмени.
10 марта 2022 года Александра Чебаненко встретила свой 105-летний юбилей. Жители Тюмени поздравили Александру Васильевну салютом, торжественным парадом с духовым оркестром, цветами, ветеран могла наблюдать празднования в её честь с балкона своей квартиры на втором этаже.
Скончалась Александра Чебаненко 22 сентября на 106-м году жизни. Губернатор Тюменской области Александр Моор написал в своём Telegram-канале, что ветеран ушла из жизни в больнице.

## Награды
Ордена Отечественной войны 1-й и 2-й степени, медали «За отвагу», «За боевые заслуги», «За оборону Кавказа».